# Cucina con Ramsay
In cucina con Ramsay (titolo originale Gordon Ramsay's Ultimate Cookery Course) è un programma televisivo britannico di genere culinario, in onda sull'emittente Channel 4 dal 10 settembre al 5 ottobre 2012 e condotto dal cuoco Gordon Ramsay. In Italia il programma è stato trasmesso da Real Time a partire dal 20 gennaio 2013.
Il cuoco è doppiato in italiano da Diego Sabre, che presta la propria voce anche in tutti gli altri format dello stesso trasmessi da Real Time.